# Жустину, Кристиана
Кристиа́ни Жусти́ну Вена́нсиу (порт.-браз. Cristiane Justino Venâncio, в замужестве — Кристиа́ни Са́нтус, род. 9 июля 1985 года, Куритиба, Бразилия) — профессионально известная под своим бойцовским именем Кри́с Са́йборг — бразильский и американский боец смешанных единоборств и профессиональный боксер. Бывшая чемпионка Bellator в женском полулёгком весе. Бывшая чемпионка Strikeforce, Invicta и UFC в женском полулёгком весе, также является действующим чемпионом PFL Super Fights в женском полулегком весе.

## Карьера

### Strikeforce
Дебют состоялся 11 апреля 2009 года на турнире Strikeforce: Shamrock vs. Diaz против Хитоми Акано. Крис выиграла бой техническим нокаутом в третьем раунде.
На турнире Strikeforce: Carano vs. Cyborg победила техническим нокаутом Джину Карано и завоевала титул чемпиона Strikeforce в полулегком весе.
30 января 2010 года состоялась первая защита пояс против Марлос Кунен. Сайборг выиграла бой техническим нокаутом в третьем раунде.

### UFC
В марте 2015 года было объявлено, что Сайборг подписала контракт с UFC. Дебют состоялся на турнире UFC 198 против Лесли Смит в промежуточном весе (140 фунтов). Крис выиграла бой техническим нокаутом в первом раунде.
В следующем бою столкнулась с Линой Лансберг в промежуточном весе (140 фунтов) на турнире UFC Fight Night 95 Cyborg vs. Lansberg. Крис выиграла бой техническим нокаутом во втором раунде
29 декабря 2017 года Сайборг провела успешную защиту титула против Холли Холм в рамках шоу UFC 219.
Весной 2018 года в рамках шоу UFC 222 Крис защищала чемпионский пояс против российской дебютантки UFC Яной Куницкой. Крис без проблем победила Яну в первом же раунде успешно проведя титульную защиту.
В ночь с 29 на 30 декабря 2018 года Сайборг встретилась в титульном бою с другой чемпионкой — Амандой Нунис. Победитель этого боя должен был стать чемпионом легчайшего и полулегкого веса в женском дивизионе UFC. Нунис нокаутировала бразильскую чемпионку уже на 51-й секунде боя.
Целый год после этого поражения шли разговоры о реванше, масла в огонь подливал глава UFC Дана Уайт, который говорил о том, что Крис не нужен этот реванш и о том, что она боится соперницу.
2 августа 2019 года было объявлено о том, что UFC не будет продлевать контракт с экс-чемпионкой.
Свой последний бой в UFC Сайборг провела в рамках шоу UFC 240 против Фелисии Спенсер. Бой продолжался все 3 раунда и победа досталась Крис лишь по решению судей.

## Профессиональный бокс
Дебютировала в профессиональном боксе в декабре 2022 года с победы по очкам единогласным решением судей в андеркарде боя Теренс Кроуфорд - Давид Аванесян
19 января 2024 года провела второй бой в Темекьюла (Калифорния) победила во втором бою нокаутом во втором раунде небитую Келси Викструм (2-0)
В марте 2023 года в Колумбии провела два боя с перерывом в 17 дней в обоих боях одержав победы нокаутами во 2-м и 3-м раунде
17 мае 2025 года в Сан Хосе (Калифорния) провела 5-й бой победив нокаутом во втором раунде Прешес Харрис-МакКрей (4-1)

## Личная жизнь
До 2011 года была замужем за известным бразильским бойцом Эванжелистой Сантусом, носила его фамилию Сантус и в итоге унаследовала его боевое прозвище «Сайборг». Пара рассталась в декабре 2011 года.

## Титулы и достижения
- Ultimate Fighting Championship
  -  Чемпионка UFC в женском полулёгком весе (один раз, две защиты);
  - Бонус за «Бой вечера» (один раз): против Холли Холм.
- Strikeforce
  -  Чемпионка Strikeforce в женском полулегком весе (один раз, две защиты);
  - Женщина-боец года (2010).
- Invicta
  -  Чемпионка Invicta в полулегком весе (один раз, три защиты);
  - Бонус за «Выступление вечера» (два раза): против Шармэйн Твит и Фэйт Ван Дюйн[16][17].
- Bellator
  -  Чемпионка Bellator в женском полулегком весе (действующая, четыре защиты).
- World MMA Awards
  - 2009 Female Fighter of the Year
  - 2010 Female Fighter of the Year
- Women’s MMA Awards
  - 2013 Featherweight of the Year
  - 2011 Female Fan Favorite of the Year
  - 2010 Female Featherweight of the Year
  - 2009 Female Featherweight of the Year
  - 2009 Headline of the Year против Джины Карано
- AwakeningFighters.com WMMA Awards
  - 2013 Featherweight of the Year[18]
- Sherdog
  - 2010 Beatdown of the Year против Джен Финни
  - 2010 All-Violence Third Team
- Sports Illustrated
  - 2009 Female Fighter of the Year
- Fight Matrix
  - 2010 Female Fighter of the Year
- MixedMartialArts.com
  - 2009 Female Fighter of the Year
- Examiner.com
  - 2009 Female Fighter of the Year

## Статистика в профессиональном ММА
| Боёв 31         | Побед 28 | Поражений 2 |
| --------------- | -------- | ----------- |
| Нокаутом        | 21       | 1           |
| Сдачей          | 1        | 1           |
| Решением        | 6        | 0           |
| Не состоявшихся | 1        | 1           |

| Результат    | Рекорд   | Соперник         | Способ                                                   | Турнир                                      | Дата             | Раунд | Время | Место                      | Примечание |
| ------------ | -------- | ---------------- | -------------------------------------------------------- | ------------------------------------------- | ---------------- | ----- | ----- | -------------------------- | --- |
| Победа       | 28–2 (1) | Лариса Пачеко    | Единогласное решение                                     | PFL Super Fights: Battle of the Giants      | 19 октября 2024  | 5     | 5:00  | Эр-Рияд, Саудовская Аравия | Завоевала первый титул чемпиона PFL Super Fights женском полулегком весе                                                                                              |
| Победа       | 27–2 (1) | Кэт Зангано      | TKO (удары)                                              | Bellator 300                                | 7 октября 2023   | 1     | 4:01  | Сан-Диего, Калифорния, США | Защитила (5) титул чемпиона Bellator в женском полулегком весе |
| Победа       | 26–2 (1) | Арлин Бленкоу    | Единогласное решение                                     | Bellator 279                                | 23 апреля 2022   | 5     | 5:00  | Гавайи, Гонолулу, США      | Защитила (4) титул чемпиона Bellator в женском полулёгком весе |
| Победа       | 25–2 (1) | Шинейд Кавана    | KO (удары)                                               | Bellator 271                                | 12 ноября 2021   | 1     | 1:32  | Голливуд, Флорида, США     | Защитила (3) титул чемпиона Bellator в женском полулёгком весе |
| Победа       | 24–2 (1) | Лесли Смит       | TKO (удары)                                              | Bellator 259                                | 21 мая 2021      | 5     | 4:51  | Анкасвилл, Коннектикут,США | Защитила (2) титул чемпиона Bellator в женском полулёгком весе |
| Победа       | 23–2 (1) | Арлин Бленкоу    | Сабмишен (удушение сзади)                                | Bellator 249                                | 15 октября 2020  | 2     | 2:36  | Анкасвилл, США             | Защитила (1) титул чемпиона Bellator в женском полулёгком весе |
| Победа       | 22–2 (1) | Джулия Бадд      | Технический нокаут (удары локтями и руками)              | Bellator 238                                | 25 января 2020   | 4     | 4:34  | Инглвуд, США               | Завоевала титул чемпиона Bellator в женском полулёгком весе |
| Победа       | 21-2 (1) | Фелисия Спенсер  | Единогласное решение                                     | UFC 240                                     | 27 июля 2019     | 3     | 5:00  | Эдмонтон, Канада           | |
| Поражение    | 20-2 (1) | Аманда Нуньес    | KO (удары)                                               | UFC 232                                     | 29 декабря 2018  | 1     | 0:50  | Инглвуд, США               | Утратила пояс чемпионки UFC в полулёгком весе |
| Победа       | 20-1 (1) | Яна Куницкая     | Технический нокаут (удары руками)                        | UFC 222                                     | 3 марта 2018     | 1     | 3:27  | Лас-Вегас, США             | Защитила (2) пояс чемпионки UFC в полулёгком весе |
| Победа       | 19-1 (1) | Холли Холм       | Единогласное решение                                     | UFC 219                                     | 30 декабря 2017  | 5     | 5:00  | Лас-Вегас, США             | Защитила (1) пояс чемпионки UFC в полулёгком весе. «Бой вечера» |
| Победа       | 18-1 (1) | Тоня Эвинджер    | Технический нокаут (удары коленями)                      | UFC 214                                     | 29 июля 2017     | 3     | 1:56  | Анахайм, США               | Завоевала вакантный пояс чемпионки UFC в полулёгком весе |
| Победа       | 17-1 (1) | Лина Ленсберг    | Технический нокаут (удары)                               | UFC Fight Night: Cyborg vs. Lansberg        | 24 сентября 2016 | 2     | 2:29  | Бразилиа, Бразилия         | Промежуточный вес (140 фунтов). |
| Победа       | 16-1 (1) | Лесли Смит       | Технический нокаут (удары)                               | UFC 198                                     | 14 мая 2016      | 1     | 1:21  | Куритиба, Бразилия         | Дебют в UFC. Промежуточный вес (140 фунтов). |
| Победа       | 15-1 (1) | Дарья Ибрагимова | Нокаутом (удары)                                         | Invicta FC 15 — Cyborg vs. Ibragimova       | 16 января 2016   | 1     | 4:58  | Коста-Меса, США            | Защитила (3) пояс чемпионки Invicta FC в полулёгком весе |
| Победа       | 14-1 (1) | Фэйт Ван Дюйн    | Технический нокаут (удар коленом по корпусу и добивание) | Invicta FC 13 — Cyborg vs. Van Duin         | 9 июля 2015      | 1     | 0:45  | Лас-Вегас, США             | Защитила (2) пояс чемпионки Invicta FC в полулёгком весе. «Выступление вечера» (2)                                                                                    |
| Победа       | 13-1 (1) | Шармэйн Твит     | Технический нокаут (удары)                               | Invicta FC 11 — Cyborg vs. Tweet            | 27 февраля 2015  | 1     | 0:46  | Лос-Анджелес, США          | Защитила (1) пояс чемпионки Invicta FC в полулёгком весе. «Выступление вечера»                                                                                        |
| Победа       | 12-1 (1) | Марлос Кунен     | Технический нокаут (удары руками и локтями)              | Invicta FC 6 — Cyborg vs. Coenen 2          | 13 июля 2013     | 4     | 4:02  | Канзас-Сити, США           | Завоевала первый в истории пояс чемпионки Invicta FC в полулёгком весе                                                                                                |
| Победа       | 11-1 (1) | Фиона Макслоу    | Технический нокаут (удары коленьями и руками)            | Invicta FC 5 — Penne vs. Waterson           | 5 апреля 2013    | 1     | 3:46  | Канзас-Сити, США           | |
| Не состоялся | 10-1 (1) | Хироко Яманака   | Признан несостоявшимся (аннулирован)                     | Strikeforce — Melendez vs. Masvidal         | 17 декабря 2011  | 1     | 0:16  | Сан-Диего, США             | Бой за звание чемпионки Strikeforce в полулёгком весе. Результат был аннулирован после положительного теста Сайборг на станозолол. Лишена пояса чемпионки Strikeforce |
| Победа       | 10-1     | Ян Финни         | Нокаутом (удар коленом в корпус)                         | Strikeforce / M-1 Global — Fedor vs. Werdum | 26 июня 2010     | 2     | 2:56  | Сан-Хосе, США              | Защитила (2) пояс чемпионки Strikeforce в полулёгком весе |
| Победа       | 9-1      | Марлос Кунен     | Технический нокаут (удары)                               | Strikeforce — Miami                         | 30 января 2010   | 3     | 3:40  | Сан-Хосе, США              | Защитила (1) пояс чемпионки Strikeforce в полулёгком весе |
| Победа       | 8-1      | Джина Карано     | Технический нокаут (удары)                               | Strikeforce — Carano vs. Cyborg             | 15 августа 2009  | 1     | 4:59  | Сан-Хосе, США              | Завоевала первый в истории пояс чемпионки Strikeforce в полулёгком весе                                                                                               |
| Победа       | 7-1      | Хитоми Акано     | Технический нокаут (удары)                               | Strikeforce — Shamrock vs. Diaz             | 11 апреля 2009   | 3     | 0:35  | Сан-Хосе, США              | Промежуточный вес (150 фунтов.). Кристина не уложилась в вес. |
| Победа       | 6-1      | Ёко Такахаси     | Единогласное решение                                     | EliteXC — Heat                              | 4 октября 2008   | 3     | 3:00  | Санрайз, США               | Промежуточный вес (150 фунтов.). |
| Победа       | 5-1      | Шейна Бэзлер     | Технический нокаут (удары)                               | EliteXC — Unfinished Business               | 26 июля 2008     | 2     | 2:48  | Стоктон, США               | Промежуточный вес (140 фунтов.). |
| Победа       | 4-1      | Марисе Витория   | Технический нокаут (удары ногами)                        | SS 12 — Storm Samurai 12                    | 25 ноября 2006   | 1     | 1:27  | Куритиба, Бразилия         | |
| Победа       | 3-1      | Элейн Сантьяго   | Технический нокаут (остановка углом)                     | SS 11 — Storm Samurai 11                    | 21 мая 2006      | 1     | 2:46  | Куритиба, Бразилия         | |
| Победа       | 2-1      | Крис Шредер      | Технический нокаут (удары)                               | SS 10 — Storm Samurai 10                    | 28 января 2006   | 1     | 0:00  | Куритиба, Бразилия         | |
| Победа       | 1-1      | Ванесса Порто    | Единогласное решение                                     | SS 9 — Storm Samurai 9                      | 20 ноября 2005   | 3     | 5:00  | Куритиба, Бразилия         | |
| Поражение    | 0-1      | Эрика Паес       | Болевой приём (рычаг колена)                             | SF — Showfight 2                            | 17 мая 2005      | 1     | 1:46  | Куритиба, Бразилия         | |

## Фильмография

### Фильм
| Год  | Название            | Роль | Примечания |
| ---- | ------------------- | ---- | ---------- |
| 2016 | «Бойцовская долина» | Чёрч |            |

В июле 2016 года вышел фильм с участием Крис Сайборг: «Бойцовская долина» (англ. Fight Valley).